# 久島正
久島 正（ひさじま ただし、1932年（昭和7年）11月26日 - 2005年（平成17年）2月26日）は、日本の政治家・地方公務員だった人物。
北海道北見市長（1987年-1995年、2期）。北見工業大学教授を歴任した。

## 生涯
北海道常呂郡訓子府町出身。北見市で育つ。
1956年（昭和31年）に日本大学旧工学部建築学科卒業。卒業後、市の職員として技師に就く。その後、北見市商工部長、同建設部長、同企画部長、同総務部長を歴任し、1983年（昭和58年）に同助役に就く。1987年（昭和42年）に寺前武雄の勇退を受けて、北見市市長選挙に出馬し初当選する。2期8年を務め、1995年（平成7年）に新人の小山健一に敗れ落選した。
1996年（平成8年）に北見工業大学工学部教授。1998年（平成10年）同工学部客員教授。2000年（平成12年）同大学を退官。

## 受賞歴
- 市政功労者表彰